# Яроцкий, Василий Яковлевич (историк)
Васи́лий Я́ковлевич Яро́цкий  – революционер, большевик, друг видного большевика М. П. Томского, историк, ректор и профессор Среднеазиатского государственного университета (САГУ). Автор первого перевода на русский язык книги Джона Рида «Десять дней, которые потрясли мир» (изд. «Красная Новь», Москва, 1924, с предисловием к американскому изданию Н. Ленина, к русскому изданию Н. Крупской и послесловием В. Яроцкого)

## Биография
Василий Яковлевич Яроцкий родился в городе Черкассы Киевской губернии 14 марта (26 марта) 1887 года в семье преподавателя истории черкасской прогимназии. Его детство прошло в Житомире, куда переехал он вместе с родителями. Еще будучи гимназистом, Василий Яроцкий стал организатором кружка по изучению дарвинизма и в 1903 году выпускал свой гектографический журнал.

### Начало революционной деятельности
С мая 1906 года В. Яроцкий стал участвовать в Полтаве в деятельности революционных кружков, и несколько раз за революционную деятельность арестовывался. После своего третьего ареста был отдан под суд и военно-окружным судом был приговорён к годичному заключению в крепости. Он бежал из-под стражи и уехал за границу. Жил во Франции и Великобритании. Во Франции учился в Сорбонне и вёл революционную работу в кружках в Париже, в Лондоне посещал библиотеку Британского музея и посещал Высшую школу экономических наук. Печатался в нелегальной и легальной печати под псевдонимами Г. Бычков и А. Чекин. Статьи, написанные им, публиковались в таких российских изданиях как:  «За народ», «Саратовский вестник», «Вестник Европы», «Русское Богатство», «Вестник кооперации», «Общественный врач» и других.
В 1917 году им была написана диссертация, называвшаяся  «История англо-русских торговых отношений»). Также в это время он читал лекции по экономике России в Кэкстон Халле. С июля  1920 года принимал участие в организации Международного совета профессиональных союзов в качестве заведующего секретариатом и редактора.

### Деятельность в России после революции
После возвращения  из эмиграции Яроцкий написал ряд монографий и книг, сотрудничал в журналах и писал газетные статьи, а также преподавал в Коммунистическом университете им. Я. М. Свердлова, Коммунистическом университете трудящихся Востока, Московском государственном университете. 
Также он занимался профсоюзной работой, занимал выборные должности в профсоюзных руководящих органах и редактировал некоторые печатные периодические профсоюзные издания.
В 1924 году в качестве секретаря советской профсоюзной делегации принимал участие в англо-советских переговорах и был участником делегации советских профсоюзов на конгрессах английских тред-юнионов в Халле и Скарборо и на заседаниях Англо-русского совещательного комитета.

### Работа в Средней Азии
С октября 1930 года В. Я. Яроцкий начал работать в Ташкенте, где он занимался организационной, научной и педагогической работой
Будучи заместителем председателя Главного Учёного Совета Народного Комиссариата просвещения Узбекской ССР он занимался пересмотром программы средних школ и техникумов, являлся председателем комиссии по пересмотру квалификации научных работников вузов и научных учреждений Узбекистана.
В мае 1933 года решением Средазбюро ЦК ВКП(б)  он был назначен ректором Среднеазиатского государственного университета (САГУ).  
При непосредственной поддержки Яроцкого была создана Памирская комплексная экспедиция САГУ, которая с 1933 по 1937 годы занималась комплексным изучением края.
В 1934 году В. Я. Яроцкий  сумел добиться в Москве выделения для Среднеазиатского университета дополнительного учебного оборудования и ассигнований. Он также активно способствовал организации в декабре 1934 года юбилея САГУ и организации Горно-биологической станции на Памире.
В июле 1935 года Комитет по заведованию учёными и учебными учреждениями при ЦИКе Союза ССР пяти наиболее заслуженным преподавателям САГУ были присвоены первые в Средней Азии профессорские звания: самому В. Я. Яроцкому – по истории, А. М. Бродскому – по зоологии, П. А. Баранову – по ботанике, Е. П. Коровину – по геоботанике, В. И. Романовскому – по математике.
В 1935 году Президиум Учёного Комитета ЦИК СССР по просьбе Средазбюро ЦК ВКП(б) заслушал специальный доклад, подготовленный по инициативе В. Я. Яроцкого, в котором обосновывалась необходимость создания исторического факультета в САГУ, и осенью 1935 года в Среднеазиатском государственном университете (САГУ) были созданы исторический и почвенно-геолого-географический факультеты. На историческом факультете САГУ В. Я. Яроцкий лекции по всеобщей истории, по древней и средневековой истории Запада и Востока. Также он ещё преподавал в Объединённом Педагогическом и Учительском Институте им. А. Икрамова и других высших учебных заведений Узбекистана, одновременно вёл научно-исследовательскую работу в Узбекском научно-исследовательском институте марксизма-ленинизма и Среднеазиатском научно-исследовательском институте марксизма-ленинизма. Также В. Я. Яроцкий был избран депутатом Ташкентского городского совета.
Предметом научного исследования В. Я. Яроцкого была история культурной жизни Средней Азии и особенно социально-экономические отношения в Средней Азии в эпоху Сасанидов.
Следует отметить, что В. Я. Яроцкий  старался привлечь к научно-исследовательской и преподавательской работе в САГУ высланных из Москвы и Ленинграда и других центральных городов видных специалистов и научных работников. Например, он привлёк к работе высланного в Ташкент специалиста по отечественной истории профессора  П. П. Смирнова, осуждённого в Киеве «за контрреволюционную деятельностью». Лишённый права преподавания, Смирнов служил инспектором госбанка в Ташкенте, а с 1933 года, благодаря ходатайству Яроцкого, профессор был назначен директором фундаментальной библиотеки САГУ и впоследствии привлечён к чтению лекций по курсу «История народов СССР».
В. Я. Яроцкий пользовался широкой популярностью среди студентов университета. Однако, позднее после его ареста эта его популярность стала трактоваться как обработка молодёжи в антисоветском духе.
В сентябре 1936 года В. Я. Яроцкий был исключен из ВКП(б) и снят с должности ректора после ареста принятого им на работу в САГУ профессора Л. Г. Райского
В конце января 1937 года В. Я. Яроцкий  был арестован и был обвинён в причастности к руководству контрреволюционной, троцкистской организации правых, действовавшей на «территории» Узбекистана, организации вредительства на стройках народного хозяйства. Также от Яроцкого добивались признания о руководстве им целой разветвлённой вредительской организации среди историков Узбекистана, поддерживавших связь с их репрессированными коллегами в Москве и Ленинграде.
В начале октября 1938 года в  Ташкенте начались закрытые судебные заседания выездной сессии военной коллегии Верховного суда СССР.
7 октября 1938 года на судебном заседании слушалось дело по обвинению историка В. Я. Яроцкого, который признал себя виновным и попросил сохранить ему жизнь, дабы он честным трудом мог «искупить свои преступления». Однако суд приговорил его к расстрелу с конфискацией имущества. Приговор был приведён в исполнение в тот же день, 7 октября 1938 года, в городе Ташкенте.
В 1957 году В. Я. Яроцкий был посмертно реабилитирован.